# Wichita (Kansas)
Wichita ist mit 397.532 Einwohnern (Stand: Volkszählung  2020) die größte Stadt im US-Bundesstaat Kansas und Zentrum des hinter Kansas City zweitgrößten Ballungsraums. Die Stadt liegt im südlichen Zentrum von Kansas an der Mündung des Little Arkansas in den Arkansas River.
Wichita begann als Handelsposten am Chisholm Trail in den 1860er Jahren und wurde 1870 als Stadt eingetragen. Den Namen bekam der Ort von dem hier ursprünglich ansässigen Indianervolk, den Wichita. Die Stadt wurde zu einem Ziel für Viehtriebe, die von Texas nach Norden zu den Eisenbahnlinien von Kansas reisten, was ihr in dieser Zeit den Spitznamen "Cowtown" einbrachte. Die Entdeckung von Erdöl 1914 leitete den Aufstieg Wichitas zu einer wohlhabenden Stadt ein. In den 1920er und 1930er Jahren gründeten Geschäftsleute und Luftfahrtingenieure in Wichita mehrere Flugzeugbauunternehmen, darunter Beechcraft, Cessna und Stearman Aircraft, wodurch sich Wichita schnell zu einem Zentrum der Flugzeugproduktion entwickelte, und als "The Air Capital of the World" bekannt wurde. Heute ist Wichita hinter Everett, Washington der zweitwichtigste Standort der US-Luftfahrtindustrie.
Als Industriezentrum ist Wichita ein regionales Zentrum für Kultur, Medien und Handel. Die Stadt beherbergt mehrere Universitäten, große Museen, Theater, Parks, Einkaufszentren und Unterhaltungseinrichtungen, vor allem die Intrust Bank Arena und das Century II Performing Arts & Convention Center. Das Old Cowtown Museum der Stadt bewahrt historische Gegenstände auf und stellt die frühe Geschichte der Stadt aus.
Die Wichita State University, auf deren Gelände das erste Pizza-Hut-Restaurant steht, wurde 1895 gegründet und ist die drittgrößte des Bundesstaates. Wichita ist außerdem als Sitz des Bistums Wichita ein wichtiges religiöses Zentrum in Kansas.

## Geographie
Wichita befindet sich im Sedgwick County im Süden von Kansas. Das Stadtzentrum liegt südöstlich des Zusammenflusses von Arkansas und Little Arkansas River. Ein in den 1950er Jahren erbauter rund 30 km langer Entlastungskanal verläuft im Westen Wichitas. Er schützt die Innenstadt vor Hochwässern beider Flüsse sowie kleinerer Zubringer.

## Einwohnerentwicklung
| Jahr | Einwohner¹ |
| ---- | ---------- |
| 1870 | 689        |
| 1900 | 24.671     |
| 1950 | 168.279    |
| 1960 | 254.698    |
| 1970 | 276.554    |
| 1980 | 279.272    |
| 1990 | 304.011    |
| 2000 | 351.793    |
| 2010 | 382.279    |
| 2020 | 397.532    |

¹ 1950–2020: Volkszählungsergebnisse

## Wirtschaft
In der bedeutenden Industriestadt sind mehrere Unternehmen der Flugzeugindustrie angesiedelt: Ein Zweigwerk von Boeing (bis 1934: Stearman Aircraft Corporation), die Unternehmenssitze von Cessna, Learjet und Hawker Beechcraft (bis 1994: Raytheon), Spirit und weitere Unternehmen des Maschinenbaus. Diese Konzentration erklärt auch den Spitznamen der Stadt „The Air Capital of the World“. Ebenso spielt die Fleischindustrie in Wichita eine wichtige Rolle.
Im Januar 2012 wurde bekannt, dass Boeing bis zum Ende des Jahres 2013 das Werk in Wichita schließen will. Grund sind Kürzungen im US-Verteidigungsetat und damit einhergehend weniger Bestellungen. Von der Schließung eines der Hauptarbeitgeber wären 2160 Beschäftigte betroffen, die ab dem 3. Quartal 2012 entlassen würden.
Wichita ist Gründungsort und Sitz von Koch Industries, der zweitgrößten nicht börsennotierten Gesellschaft der USA mit weltweit über 100.000 Mitarbeitern und über 100 Milliarden US-Dollar Umsatz (Schätzungen).
Von 1920 bis 1993 war die Derby-Raffinerie in Wichita in Betrieb.

## Verkehr

### Flugverkehr
Zahlreiche Flughäfen umgeben die Stadt. Der Wichita Dwight D. Eisenhower National Airport liegt im Südwesten von Wichita und ist der größte Flughafen in Kansas und der wichtigste für Wichita. Der zweite zivile Flughafen, der von mehreren Fluggesellschaften angeflogen wird, ist im Nordosten, im Zentrum der lokalen Flugzeugindustrie der Colonel James Jabara Airport. Weitere Flughäfen sind nur für kleinere Flugzeuge zugelassen.

### Autoverkehr
Die Autostraße mit dem größten überregionalen Rang ist die gebührenpflichtige Interstate 35, genannt Kansas Turnpike, die von Süden kommend nach Nordosten außerhalb des Stadtgebietes abzweigt. Genau im Süden zweigt die I235 von ihr ab und führt westlich um die Stadt herum auf die KS96 in Richtung Hutchinson im Nordwesten. Durch das Stadtzentrum führen die I135 (Nord-Süd) und die US54/ US400 (Ost-West). Ein Netz von gleichgerichteten Straßen durchzieht die Innenstadt. Nur die in Ost-West-Richtung verlaufenden und nur nördlich der Douglas Street befindliche Straßen sind durchnummeriert, Nord-Süd-Straßen und südlich der Douglas Street gelegene Straßen tragen individuelle Namen.

### Eisenbahn
Wichita war bis Ende der 1970er Jahre ein wichtiger Eisenbahnknoten. Zwar verkehren nach wie vor Züge verschiedener Bahngesellschaften auf ihren eigenen Gleisen, doch findet seitdem kein Personenverkehr mehr statt. Das ehemalige Bahnhofsgebäude dient als Bürocenter, der Güterbahnhof ist jetzt das Great Plains Transportation Museum. Amtrak-Bahnreisende können mit einem Busshuttle ins 25 km entfernte Newton gebracht werden.

### Öffentlicher Busverkehr
Der öffentliche Busverkehr ist schlecht aufgestellt. Zuständig ist die Wichita Transit. 2011 existierten 58 Busse, die von etwa 100 Fahrern gesteuert werden konnten. Die meisten Linien verkehrten im Stundentakt bis auf eine Rundlinie, die im 10-Minuten-Takt zirkulierte.

### Fußgänger
Von den 50 größten Städten der USA rangiert Wichita bei einer Untersuchung der Fußgängerfreundlichkeit auf Platz 40, weil die meisten Ziele realistisch nur mit dem Auto erreichbar wären.

## Politik
In Wichita befindet sich der Verwaltungssitz des Sedgwick County.

### Bürgermeister und Rat
Wichita ist in sechs Wahlbezirke geteilt, von denen jeder einen Vertreter für vier Jahre in den Stadtrat wählt. Zusammen mit dem von der ganzen Stadt ebenfalls für vier Jahre gewählten Bürgermeister bilden sie den siebenköpfigen City Council. Bis 1989 war das Bürgermeisteramt repräsentativer Art und wurde von Mitgliedern des Stadtrates abwechselnd je ein Jahr ausgeübt. Die maximale Amtsdauer der City-Council-Mitglieder ist auf acht Jahre (zwei Wahlperioden) beschränkt. 
siehe auch: Liste der Bürgermeister von Wichita (Kansas)

### Städtepartnerschaften
Wichita listet vier Partnerstädte auf:
| Stadt        | Land                | seit |
| ------------ | ------------------- | ---- |
| Cancún       | Mexiko              | 1975 |
| Kaifeng      | Volksrepublik China | 1985 |
| Orléans      | Frankreich          | 1944 |
| Tlalnepantla | Mexiko              | 1974 |

## Mordfälle
Der Fall BTK
Die Polizei von Kansas geht davon aus, dass Dennis Rader, der sich selbst BTK-Killer nennende Serienmörder, zwischen 1974 und 1977 mindestens sieben Personen umbrachte sowie drei weitere Morde zwischen 1985 und 1991 beging.
Die Abkürzung BTK steht für Bind, Torture, Kill (fesseln, foltern, töten) – dies beschreibt den Modus Operandi des BTK Mörders. Die meisten Opfer waren Frauen. Auffällig war, dass verschiedenen Medienvertretern im oben genannten Zeitraum schriftliche Botschaften zugespielt wurden. Nach einer längeren Pause begann dies wieder im März 2004, wodurch die Polizei dem mutmaßlichen Täter auf die Spur kam.

## Persönlichkeiten

### Berühmte Einwohner
- William E. Stanley (1844–1910), Politiker
- John Joseph Hennessy (1847–1920), römisch-katholischer Bischof von Wichita
- Henry Justin Allen (1868–1950), Politiker; Aufsichtsratsvorsitzender der Zeitung „Wichita Beacon“
- Augustus John Schwertner (1870–1939), römisch-katholischer Bischof von Wichita
- Victor Murdock (1871–1945), Politiker
- L. M. Gensman (1878–1954), Politiker
- Clyde Cessna (1879–1954), Flugzeugkonstrukteur, Pilot und Gründer der Cessna Aircraft Corporation
- George McGill (1879–1963), Politiker
- Christian Hermann Winkelmann (1883–1946), römisch-katholischer Bischof von Wichita
- Walter Beech (1891–1950), Pilot, Flugzeugkonstrukteur und Unternehmer
- Mark Kenny Carroll (1896–1985), römisch-katholischer Bischof von Wichita
- Olive Ann Beech (1903–1993), Unternehmerin
- Edward F. Arn (1906–1998), Jurist und Politiker
- Dwane Wallace (1911–1989), Geschäftsführer und Vorstandsvorsitzender der Cessna Aircraft Company
- David Monas Maloney (1912–1995), römisch-katholischer Bischof von Wichita
- Garner E. Shriver (1912–1998), Politiker
- Eugene John Gerber (1931–2018), römisch-katholischer Bischof von Wichita
- Barbara Uehling (1932–2020), Psychologin, Hochschullehrerin und Universitätspräsidentin
- Bob Knight (* 1941), Geschäftsmann und Lokalpolitiker; Bürgermeister von Wichita
- John Zook (1947–2020), American-Football-Spieler
- Karla Burns (1954–2021), Sängerin und Schauspielerin
- Carl Kemme (* 1960), römisch-katholischer Bischof von Wichita

## Klimatabelle
|                       | Jan  | Feb  | Mär  | Apr  | Mai  | Jun   | Jul  | Aug  | Sep  | Okt  | Nov  | Dez  |   |       |
| Mittl. Tagesmax. (°C) | 4,3  | 7,7  | 14,0 | 20,2 | 24,9 | 30,4  | 33,8 | 32,6 | 27,4 | 21,4 | 12,9 | 6,1  | ⌀ | 19,7  |
| Mittl. Tagesmin. (°C) | −7,1 | −4,6 | 0,9  | 6,9  | 12,4 | 18,1  | 21,1 | 19,9 | 15,1 | 8,1  | 1,1  | −5,0 | ⌀ | 7,3   |
|                       |      |      |      |      |      |       |      |      |      |      |      |      |   |       |
| Niederschlag (mm)     | 20,1 | 24,4 | 61,7 | 60,5 | 96,8 | 109,5 | 79,5 | 76,7 | 88,6 | 56,4 | 40,4 | 30,5 | Σ | 745,1 |
|                       |      |      |      |      |      |       |      |      |      |      |      |      |   |       |
| Regentage (d)         | 2,8  | 3,9  | 5,8  | 6,2  | 8,2  | 7,6   | 5,7  | 6,2  | 6,6  | 4,7  | 3,7  | 3,8  | Σ | 65,2  |

| −7,1 |

| −4,6 |

| 0,9 |

| 6,9 |

| 12,4 |

| 18,1 |

| 21,1 |

| 19,9 |

| 15,1 |

| 8,1 |

| 1,1 |

| −5,0 |

| −7,1 |

| −4,6 |

| 0,9 |

| 6,9 |

| 12,4 |

| 18,1 |

| 21,1 |

| 19,9 |

| 15,1 |

| 8,1 |

| 1,1 |

| −5,0 |